# День одного блюда (Испания)
«Де́нь одного́ блю́да» (исп. Día del plato único) — пропагандистская акция, проводившаяся во франкистской Испании в 1936—1942 годы с целью финансирования армии и социальных учреждений; согласно официальной пропаганде — «благотворительное мероприятие». Акция проводилась два раза в месяц и заключалась в подаче в домохозяйствах и заведениях общественного питания одного общего котла с овощным, мясным или рыбным блюдом при взимании платы с каждого клиента за полный обед. Доход, полученный за счёт экономии, направлялся на благотворительность, участие в акции было обязательным для всех заведений. В 1940 году акция стала ограничиваться только общепитом, а в 1942 году, с введением продовольственных карточек, её проведение прекратили.

## Описание
1 и 15 числа каждого месяца во всех домохозяйствах, в ресторанах и других заведениях общественного питания, а также в гостиницах, на обед или ужин подавалось только одно общее блюдо, которое ели все присутствующие из одной тарелки. При этом с посетителей взимали плату за полный обед, а сэкономленные таким образом деньги направлялись на благотворительность или на финансирование армии. Уполномоченные организации собирали деньги, сэкономленные во время проведения «Дня одного блюда» и введённой в 1937 году акции «День без сладкого», 2 и 16 числа каждого месяца и вносили их в Банк Испании 25 числа.
Участие в акции было обязательным; те, кто от него уклонялся, должны были платить штраф, а их имена заносились  в «чёрные списки плохих патриотов», публиковавшиеся в газетах. Только маленькие дети, больные и пожилые люди освобождались от участия. Сбор с домохозяйств составлял 8 песет в неделю. В гостиницах разрешалось предлагать постояльцам два блюда: овощное и мясное или рыбное — чтобы они выбрали одно. Владельцы заведений общественного питания должны были отдавать не менее 25% дохода за этот день на благотворительность и вести список посетителей, а для тех заведений, которые не выполняли это требование, были установлены штрафы. Как отметил Сантьяго Вега Сомбрия, «наказывалась не только неуплата сбора, но и уплата, которая, по критериям властей, не соответствовала возможностям».
Об акции объявляли по радио и в прессе, в общественных местах вывешивались плакаты. «День одного блюда» в официальной пропаганде называли благотворительным мероприятием, которое проводится, «чтобы ни один гражданин не остался без ежедневной пищи» и «чтобы вырастить из сирот людей, любящих Бога и свою страну». Сбор предназначался на поддержание деятельности благотворительных столовых, детских садов, яслей, детских домов, а также на проведение кампании Auxilio Social и на финансирование армии.
Среди наиболее популярных блюд, которые готовили в дни проведения акции, были рис, фасоль и тушёное мясо.

## История
Акция была объявлена в Севилье 30 октября 1936 года по предложению Гонсало Кейпо де Льяно и впервые была проведена 15 ноября. Первоначально проводилась в «зоне восстания» на юге Испании. 
Образцом для «Дня одного блюда» послужил «Воскресный айнтопф» — акция, проводившаяся в нацистской Германии. Нацистское происхождение акции вызвало неодобрение католиков, поддерживавших Франко. Существовала версия, согласно которой «День одного блюда» — католическая традиция.
Согласно указу от 3 ноября 1936 года, акция должна была проводиться два раза в месяц в течение неопределённого срока. По указу от 16 июля 1937 года, с августа того же года «День одного блюда» стал еженедельной акцией. Кроме того, в июле 1937 года кампания была расширена за счёт «Дня без сладкого», проводившегося каждый понедельник. Первоначально еженедельный «День одного блюда» проводили по пятницам, 13 января 1938 года перенесли на четверг, а 18 апреля 1940 года — на понедельник. 30 июля 1939 года акция была объявлена общегосударственной. Кроме Испании, она проводилась в Португалии, в испанских культурных центрах Лиссабона и Порту.
В 1940 году проведение «Дня одного блюда» было ограничено ресторанами и гостиницами, однако он существовал до 1942 года, когда были введены продовольственные карточки.